# انجمن فلزات آمریکا
انجمن فلزات آمریکا یا سازمان بین‌المللی مهندسی مواد آمریکا (ASM) یا ASM International یک مؤسسه تحقیقات و اطلاع‌رسانی در زمینه مهندسی مواد و متالورژی است.
پروفسور رضا عباسچیان دانشمند ایرانی - آمریکایی در سال ۲۰۱۵ ریاست این انجمن بین‌المللی را برعهده داشت.

## تاریخچه
از ابتدا تاکنون برای انجمن فلزات آمریکا چندین نام وجود داشته‌است. از ۱۳۱۹ در دیترویت آمریکا به عنوان یک کانون محلی با نام کانون فولادسازان شناخته می‌شد. در طی جنگ جهانی اول، کانون فولادکاران تبدیل به انجمن تحقیقاتی فولادسازی شد که گروه‌هایی در شهرهای شیکاگو، دیترویت و کلیولند آن را نمایندگی می‌کردند. بعد از جنگ جهانی اول، گروه شیکاگو جدا شد و انجمن فولادسازان آمریکا را تشکیل داد.
در سال ۱۹۲۰ شعبه‌های منطقه‌ای برای ایجاد انجمن فولادکاری آمریکا یا به اختصار ASST با هم متحد شدند. این انجمن حوزه فنی خود را در دهه ۱۹۲۰ از فولاد فراتر گذاشت و در سال ۱۹۳۳ تبدیل به انجمن فلزات آمریکا ASM شد. به تدریج انجمن از حوزه جغرافیایی در ایالات متحده آمریکا فراتر رفت و همچنین حوزه فنی خود را از فلزات به کلیه مواد مهندسی فراتر برد و در ۱۹۸۶ لفظ بین‌المللی به نام آن اضافه شد. چنانچه در سال ۲۰۱۷ این انجمن مدعی ۳۱٫۰۰۰ عضو در سرتاسر جهان است.
انجمن فلزات آمریکا همچنین هر سال میزبان کنفرانس‌های بین‌المللی متعددی است.

## هندبوک ASM
انجمن ASM سالانه یکسری مراجع اطلاعاتی تحت عنوان کتابچه راهنمای(ASM (Handbooks را فراهم و منتشر می‌کند. این کتابچه‌ها اطلاعاتی راجع به انواع فلزات را در اختیار محققان قرار می دهند و به عنوان یک مرجع استاندارد در موضوعات مختلف علم مهندسی مواد شناخته می‌شوند.
از جمله موضوعاتی که کتابچه‌های راهنمای ASM پوشش می دهند خواص مکانیکی مواد، مطالعات خوردگی و موارد بسیار دیگر هستند.
همچنین سایر انتشارات شامل مجلات فنی مانند مجله نفوذ و تعادل فازی و تراکنش مواد و متالورژی آن ها می‌باشد.